# Daumants Dreiškens
Daumants Dreiškens (Gulbene, 28 marzo 1984) è un bobbista lettone, campione olimpico nel bob a quattro e medaglia di bronzo nel bob a due a Soči 2014, nonché campione mondiale a Igls 2016 nel bob a quattro.

## Biografia
In gioventù Dreiškens ha praticato la pallacanestro presso la squadra della sua città natale, Gulbene, sport che abbandonò all'età di 12 anni.
Compete dal 2003 come frenatore per la squadra nazionale lettone. Conquistò il suo primo podio in Coppa del Mondo nella stagione 2006/07, il 9 dicembre 2006 a Park City dove si piazzò al terzo posto nel bob a quattro pilotato da  Jānis Miņins e vinse la sua prima gara il 20 gennaio 2008 a Cesana Torinese nella stessa specialità con Miņins, Intars Dambis e Oskars Melbārdis.
Ha partecipato a quattro edizioni dei Giochi olimpici invernali: a Torino 2006 fu sesto nel bob a due e decimo nel bob a quattro, pilotato in entrambe le gare da Jānis Miņins. A Vancouver 2010 partecipò soltanto alla gara a quattro giungendo ottavo nell'equipaggio condotto da Edgars Maskalāns. Quattro anni dopo, a Soči 2014, vinse invece la medaglia d'oro nel bob a quattro con i compagni Oskars Melbārdis, Arvis Vilkaste e Jānis Strenga, risultato ufficializzato soltanto a marzo del 2019 dopo la conferma della squalifica per la coppia russa Zubkov/Voevoda a seguito della nota vicenda doping; in quella stessa edizione, per la suddetta squalifica e per quella confermata anche per l'equipaggio pilotato da Aleksandr Kas'janov (inizialmente classificatosi quarto), vinse altresì la medaglia di bronzo nel bob a due con Melbārdis. A Pyeongchang 2018 giunse quinto nella specialità a quattro sempre con Melbārdis alla guida ed ebbe altresì l'onore di sfilare quale portabandiera della delegazione lettone durante la cerimonia inaugurale.
Ai campionati mondiali conta invece nove partecipazioni e quattro medaglie conquistate, tra cui quella d'oro vinta nel bob a quattro ad Igls 2016 con Melbārdis, Vilkaste e Strenga, una d'argento nel bob a due e due di bronzo ancora nel bob a quattro. 

Dreiškens vanta inoltre due medaglie d'oro vinte ai campionati europei, entrambe ottenute nel bob a quattro a Cesana Torinese 2008 (col Jānis Miņins come pilota) e a La Plagne 2015 (con Melbārdis alla guida), oltre a un argento e due bronzi.
Conta inoltre 17 podi ottenuti in Coppa Europa tra cui 12 vittorie di tappa.

## Palmarès

### Olimpiadi
- 2 medaglie:
  - 1 oro (bob a quattro a Soči 2014);
  - 1 bronzo (bob a due a Soči 2014).

### Mondiali
- 4 medaglie:
  - 1 oro (bob a quattro a Igls 2016);
  - 1 argento (bob a due a Winterberg 2015);
  - 2 bronzi (bob a quattro a Lake Placid 2009; bob a quattro a Winterberg 2015).

### Europei
- 5 medaglie:
  - 2 ori (bob a quattro a Cesana Torinese 2008; bob a quattro a La Plagne 2015);
  - 1 argento (bob a due a La Plagne 2015);
  - 2 bronzi (bob a quattro a Sankt Moritz 2016; bob a quattro a Igls 2018).

### Coppa del Mondo
- 45 podi (14 nel bob a due e 31 nel bob a quattro):
  - 15 vittorie (2 nel bob a due e 13 nel bob a quattro);
  - 17 secondi posti (9 nel bob a due e 8 nel bob a quattro);
  - 13 terzi posti (3 nel bob a due e 10 nel bob a quattro).

#### Coppa del Mondo - vittorie
| Data             | Luogo           | Paese    | Disciplina                                                              |
| ---------------- | --------------- | -------- | ----------------------------------------------------------------------- |
| 20 gennaio 2008  | Cesana Torinese | Italia   | a quattro con Jānis Miņins (pilota), Oskars Melbārdis e Intars Dambis   |
| 27 gennaio 2008  | Sankt Moritz    | Svizzera | a quattro con Jānis Miņins (pilota), Oskars Melbārdis e Intars Dambis   |
| 8 febbraio 2009  | Whistler        | Canada   | a quattro con Jānis Miņins (pilota), Oskars Melbārdis e Intars Dambis   |
| 30 gennaio 2011  | Sankt Moritz    | Svizzera | a quattro con Edgars Maskalans (pilota), Intars Dambis e Uģis Žaļims    |
| 17 febbraio 2013 | Soči            | Russia   | a quattro con Oskars Melbārdis (pilota), Arvis Vilkaste e Intars Dambis |
| 12 gennaio 2014  | Sankt Moritz    | Svizzera | a quattro con Oskars Melbārdis (pilota), Arvis Vilkaste e Jānis Strenga |
| 19 gennaio 2014  | Igls            | Austria  | a quattro con Oskars Melbārdis (pilota), Arvis Vilkaste e Jānis Strenga |
| 20 dicembre 2014 | Calgary         | Canada   | a due con Oskars Melbārdis (pilota)                                     |
| 20 dicembre 2014 | Calgary         | Canada   | a quattro con Oskars Melbārdis (pilota), Arvis Vilkaste e Jānis Strenga |
| 24 gennaio 2015  | Sankt Moritz    | Svizzera | a due con Oskars Melbārdis (pilota)                                     |
| 25 gennaio 2015  | Sankt Moritz    | Svizzera | a quattro con Oskars Melbārdis (pilota), Arvis Vilkaste e Jānis Strenga |
| 1º febbraio 2015 | La Plagne       | Francia  | a quattro con Oskars Melbārdis (pilota), Arvis Vilkaste e Jānis Strenga |
| 8 febbraio 2015  | Igls            | Austria  | a quattro con Oskars Melbārdis (pilota), Arvis Vilkaste e Jānis Strenga |
| 15 febbraio 2015 | Soči            | Russia   | a quattro con Oskars Melbārdis (pilota), Arvis Vilkaste e Jānis Strenga |
| 5 febbraio 2017  | Igls            | Austria  | a quattro con Oskars Melbārdis (pilota), Arvis Vilkaste e Jānis Strenga |

### Coppa Europa
- 17 podi (7 nel bob a due e 10 nel bob a quattro):
  - 12 vittorie (3 nel bob a due e 9 nel bob a quattro);
  - 3 secondi posti (tutti nel bob a due);
  - 2 terzi posti (1 nel bob a due e 1 nel bob a quattro).